# Teretrius accaciae
Teretrius accaciae är en skalbaggsart som beskrevs av Edmund Reitter 1900. Teretrius accaciae ingår i släktet Teretrius och familjen stumpbaggar. Inga underarter finns listade i Catalogue of Life.